# بلبل رمادي الرأس
بلبل رمادي الرأس (الاسم العلمي: Pycnonotus priocephalus) (بالإنجليزية: Grey-headed Bulbul)‏ هو نوع من الطيور يتبع جنس البلبل من فصيلة البلابل.